# Moa Berglöf
Moa Katarina Berglöf, född Eriksson 15 juli 1979 i Hudiksvall, är en svensk opinionsbildare. Hon var politiskt sakkunnig hos Fredrik Reinfeldt under hans tid som statsminister 2006–2014 och har beskrivits som hans talskrivare. Efter att ha lämnat partipolitiken är Berglöf ledarskribent och redaktionssekreterare på Sydsvenskans och Helsingborgs Dagblads ledarsida och utkom 2022 med boken Landsförrädare : En berättelse inifrån Moderaterna.

## Biografi
Moa Berglöf växte upp i Hudiksvall. Hennes far var narkosläkare och hennes mor undersköterska. Under gymnasietiden gick hon med i Moderata ungdomsförbundet. Efter gymnasiet flyttade hon 1998 till Uppsala för att studera juridik. Under studietiden fortsatte hon att vara aktiv i ungdomsförbundet och blev senare anställd som pressekreterare.
Berglöf anställdes 2004 av Moderaterna och när Fredrik Reinfeldts tidigare talskrivare hade utsetts till kommunalråd erbjöds hon att ta över uppgiften. Hon har själv vänt sig mot beskrivningen "talskrivare", eftersom Reinfeldt sällan höll skrivna tal. Hennes bidrag ska främst ha bestått i infallsvinklar och faktaunderlag. Den formella titel hon hade var politiskt sakkunnig. Hon fortsatte att verka som talskrivare fram till riksdagsvalet 2014, då Moderaterna förlorade regeringsmakten och Reinfeldt avgick som partiordförande. Berglöf var inblandad i det omskrivna tal som Reinfeldt höll strax innan valet 2014 och har blivit känt under namnet Öppna era hjärtan. Berglöf har beskrivit att hennes ursprungliga förslag till formulering var "Öppna vårt samhälle för dem som flyr och söker hopp om ett bättre liv", men att Reinfeldt föreslog att ändra till "Öppna våra hjärtan", som i framförandet blev den kända formuleringen.
Efter valet 2014 lämnade Berglöf partipolitiken och startade en kommunikationsbyrå. Sedan 2017 är hon även fristående medarbetare på Sydsvenskans ledarsida. Hon skrev 2017 en uppmärksammad ledare med titeln Det är vi som är partibytarna. I texten beskrev hon hur hon ansåg att Moderaternas politik var på väg åt fel håll och att hon funderade på att rösta på Centerpartiet. Hon har sedan dess upprepade gånger hamnat i konflikt med tidigare partikamrater, bland andra Hanif Bali. Berglöf utkom 2022 med boken Landsförrädare : En berättelse inifrån Moderaterna där hon ger sin bild av partiet under åren med Reinfeldt och tiden i regeringskansliet.